# Boommetselbij
De boommetselbij (Osmia parietina) is een vliesvleugelig insect uit de familie Megachilidae. De wetenschappelijke naam van de soort is gepubliceerd in 1828 door John Curtis.